# Municipio Coatepec Harinas
Koordinaten: 18° 55′ N, 99° 47′ W
Coatepec Harinas ist ein Municipio im mexikanischen Bundesstaat México. Das Municipio hatte beim Zensus 2010 36.174 Einwohner, seine Fläche beläuft sich auf 283 km². Verwaltungssitz und größter Ort des Municipios mit knapp 7.000 Einwohnern ist das gleichnamige Coatapec Harinas; weitere Orte mit mehr als tausend Einwohnern sind Acuitlapilco, Primera de Analco, Llano Grande und Chiltepec de Hidalgo.

## Geographie
Coatepec Harinas liegt im Südwesten des Bundesstaats México, etwa 50 km südwestlich von Toluca de Lerdo.
Das Municipio Coatepec Harinas grenzt an die Municipios Villa Guerrero, Toluca, Temascaltepec, Zinacantepec, Texcaltitlán, Ixtapan de la Sal und Almoloya de Alquisiras.